# Ґлічин
Ґлічин (пол. Gliczyn) — село в Польщі, у гміні Хинув Груєцького повіту Мазовецького воєводства.
Населення — 43 особи (2011).
У 1975—1998 роках село належало до Радомського воєводства.

## Демографія
Демографічна структура станом на 31 березня 2011 року:
|          | Загалом | Допрацездатний вік | Працездатний вік | Постпрацездатний вік |
| -------- | ------- | ------------------ | ---------------- | -------------------- |
| Чоловіки | 23      | 3                  | 19               | 1                    |
| Жінки    | 20      | 6                  | 9                | 5                    |
| Разом    | 43      | 9                  | 28               | 6                    |